# Rebound (Prävention)
Rebound (von englisch rebound ‚abprallen, wieder auf die Füße kommen) ist ein wissenschaftlich evaluiertes Lebenskompetenz- und Risikokompetenzprogramm mit dem Schwerpunkt Risikoverhaltensweisen, das in Schulen und Einrichtungen der Sozialen Arbeit von Lehrern und Sozialarbeitern mit Jugendlichen und jungen Erwachsenen zwischen 14 und 25 Jahren durchgeführt wird. Rebound wurde für die Umsetzung im Bereich Schule entwickelt, jedoch werden das Programm oder Teile daraus seit 2012 auch in der Jugendarbeit und Drogenberatung umgesetzt. Träger und gleichzeitig Unterzeichner der „Initiative Transparente Zivilgesellschaft“ ist der gemeinnützige Verein FINDER e. V. mit Sitz in Heidelberg und Berlin. Im Mittelpunkt des Programms steht die Förderung von Lebenskompetenzen – also sozialen, emotionalen und kognitiven Fähigkeiten, die für eine erfolgreiche und gesunde Lebensführung und einen kompetenten Umgang mit Gesundheitsrisiken, wie zum Beispiel dem Umgang mit Alkohol und anderen Drogen, notwendig sind.

## Geschichte
Ausgangspunkt für die Entstehung des Programms war die im Jahr 2007 in Karlsruhe veranstaltete Konferenz „Neue Wege der Suchtprävention – Rausch als Risiko und Herausforderung“, die in der Gründung einer partizipativen Forschungsgruppe am Institut für Medizinische Psychologie der Universität Heidelberg mündete. Von Mai 2009 bis Ende 2009 dauerte die Vorphase der Konzeptentwicklung für Version 0.1, die Planung erfolgte mit den Kooperationspartnern Mentor Stiftung Deutschland, KIRON und CERD. Ab 2010 bis 2013 folgte die deutschsprachige Projektentwicklung. Im Januar 2010 bis April 2014 gab es die erste Pilotstudie mit Version 0.2 bis Version 0.4. Vom Herbst 2011 bis Sommer 2012 wurde Version 0.5 evaluiert.
Ab Januar 2012 wurde Rebound als EU-gefördertes Projekt (Drug Prevention and Information Programme) von einem internationalen Konsortium am Institut für Medizinische Psychologie des Universitätsklinikums Heidelberg in Zusammenarbeit mit dem Trägerverein FINDER e.V. weiterentwickelt und evaluiert.
2012 fand die englischsprachige Pilotierung der Version 0.6. in London statt. 2013 bis März 2014 erfolgte die Entwicklung der Version 1.0, die auf den Erkenntnissen der Pilot- und Evaluationsphase gründete. Im Rahmen eines kontinuierlichen Qualitätsentwicklungsprozesses wurden die Versionen REBOUND Schule 1.1 und REBOUND für die Soziale Arbeit 0.1. entwickelt und das Weiterbildungsmaterial nach Implementationskontext differenziert. Seit der Gründung wird das Programm jährlich weiterentwickelt und überarbeitet.

## Theoretischer Hintergrund
Das Programm stützt sich wesentlich auf die Theorie des Sozialen Lernens von Albert Bandura (1986) und dessen Konzepte zur Selbstregulation beim Gesundheitsverhalten. Das eine der beiden Programmziele ist, soziale und persönliche Kompetenzen, wie zum Beispiel reflexive Entscheidungsfähigkeit, zu stärken. Zweites Programmziel ist die Förderung der Risikokompetenz, welche sich aus vier relevanten Fähigkeitsbereichen zusammensetzt:
- Reflektiertheit (aus eigenen und den Erfahrungen anderer lernen),

- Informiertheit (risikorelevante Informationen auffinden und kritisch bewerten),
- Kontrolliertheit (die Absicht zur Selbstkontrolle entwickeln und diesbezügliche Selbstwirksamkeitserfahrungen machen) und
- Orientiertheit (kurz-, mittel- und langfristige Lebensziele entwickeln)[1]

Rebound ist als partizipative Gesundheitsförderung konzipiert, d. h., dass sowohl Kursleiter als auch Teilnehmer aktiv in der Entwicklung, Durchführung, Ausgestaltung und Verbesserung beteiligt sind. Eine wichtige Vorarbeit für die Programmentwicklung war die RISA Studie am Universitätsklinikum in Heidelberg (Ritualdynamik und Salutogenese beim Ge- und Missbrauch von psychoaktiven Substanzen), bei der zwischen 2003 und 2013 insgesamt 12 Schulklassen und 320 Schüler und Schülerinnen im Alter von 14 bis 22 Jahren teilnahmen.

## Inhalt
Rebound ist ein Lebenskompetenz- und Risikokompetenzprogramm, das speziell für junge Menschen, die sich im Alter zwischen 14 und 25 Jahren befinden, konzipiert wurde. Es basiert auf dem Ansatz der Resilienzpädagogik. Der Fokus liegt auf den Stärken des Individuums, das Fixieren auf Defizite wird vermieden. Das Programm besteht aus vier Elementen (Kurs, Website, Peer-Mentoring und Organisationsentwicklung) und teilt sich in fünf Themenblöcke auf. Letztere können entweder als fünf Blocktage oder in 16 anderthalbstündigen Sitzungen wöchentlich durchgeführt werden, eine Kombination ist jedoch auch möglich. Eingeteilt sind die Stunden jeweils in Stärkenstunden, Themenstunden und Projektstunden.
Kennzeichnend für das Programm ist seine thematische Offenheit, wodurch verschiedene Stärken, Fähigkeiten und positive Ziele mit verschiedenen Risikothemen, z. B. Alkohol und andere Drogen, in einen Zusammenhang gebracht werden können. In realitätsnahen Kurzfilmen, die auf wahren Begebenheiten basieren, werden typische Verhaltensweisen von Jugendlichen im Umgang mit Risikothemen gezeigt. Nach dem Anschauen der etwa 5-minütigen Videos arbeiten die Teilnehmer zusammen mit ihren Kursleitern in einer kurzen Filmanalyse die gezeigten Verhaltensweisen heraus.
Ziel der videobasierten Szenario-Analyse ist es, in manualisierter Gruppenarbeit die Identität, die Risikowahrnehmung und die Selbstbestimmtheit der Kursteilnehmer zu formen und zu fördern. Die explorative Filmarbeit soll durch Gespräche die jeweiligen Einstellungen und Meinungen innerhalb der Kursgruppe hervorbringen. Hierbei handelt es sich nicht um Abschreckungsfilme. Die Filme dienen dazu, einen einfachen Zugang zu typischen Verhaltensweisen im Umgang mit Alkohol und anderen Drogen zu bekommen. Das Anschauen und Analysieren der Videos soll Neugier und Motivation für die weiteren Kursinhalte bei den Jugendlichen wecken.
Ein weiterer Bestandteil des Programms ist die Erarbeitung eines eigenen, von den Jugendlichen selbstständig entworfenen Kurzfilms.

## Umsetzung
In einer 4-tägigen Weiterbildung werden die Inhalte des Rebound-Programms an pädagogische Fachkräfte (vor allem Lehrer und Sozialpädagogen) vermittelt. Dabei wird ein Überblick über die Inhalte gegeben, und es ist genügend Raum für Rückfragen und das Aufgreifen individueller Beispiele. Schon während der Weiterbildung sollen die Fachkräfte eigenständig eine 90-minütige Unterrichtsstunde aus dem Rebound-Programm vorbereiten und durchführen.
Dadurch werden die zukünftigen Kursleiter mit den Inhalten vertraut gemacht und auf die Umsetzung in ihren sozialen Einrichtungen vorbereitet. Schließlich wird der Rebound-Kurs durch die ausgebildeten Kursleiter (meist Lehrer und Sozialarbeiter) eigenständig an Schulen und anderen Einrichtungen der Jugendhilfe durchgeführt.

## Ziele
Nach eigenen Aussagen des Trägers verfolgt Rebound das Ziel, Jugendliche am Beispiel des Themas „Alkohol und andere Drogen“ zur Entwicklung wichtiger Sozial- und Selbstkompetenzen anzuregen, sowie einen achtsamen und verantwortungsbewussten Umgang mit psychoaktiven Substanzen zu erlernen.
Drei Hauptziele lassen sich herausstellen:
1. Stärken bewusstmachen und fördern (Bewusstheit)
2. Einen eigenständigen und gesunden Umgang mit Risiken erlernen (Risikokompetenz von einzelnen)
3. Risikobewusste Peer-Groups (Risikokompetenz als Norm)

Die beiden ersten Ziele fallen in den Bereich der Verhaltensprävention. Durch positive Selbstthematisierung in der Auseinandersetzung mit alterstypischen Entwicklungsherausforderungen wie Drogen- und Medienkonsum soll Bewusstsein für eigene Stärken und die Stärken anderer entstehen.
Rebound vertritt die Haltung, dass ein Konsum ohne Risiko nicht möglich ist. Ein Bewusstwerden dieser Risiken ermöglicht erst den Prozess, eine gesunde Entscheidung fällen zu können.
Vor allem zum Erreichen des dritten Ziels werden verstärkt Peer-Mentoren und die Zusammenarbeit mit Erziehungsberechtigten angestrebt (Verhältnisprävention).

## Lebenswege-Stunde
Die „Lebenswege-Stunde“ formt ebenfalls einen Teil des Rebound-Curriculums, in welcher die Teilnehmer darüber sprechen wie sie mit Herausforderungen im Leben umgehen. Im Fokus steht hierbei die Förderung von Resilienz (psychische Widerstandskraft).
Die Einladung von Mentoren ist eine Möglichkeit, die Lebenswegestunde zu gestalten. Durch diese Option soll für die TeilnehmerInnen der nötige Raum geschaffen werden, um offen über Fragen und Probleme zu sprechen und zu lernen, wie andere Menschen mit ihren Problemen umgehen. Die Koordination des Mentorings erfolgt dabei selbstständig innerhalb der jeweiligen Region. Derzeit wird dieses Konzept bereits für die Region Berlin-Brandenburg und im Rhein-Neckar Kreis umgesetzt. Die Einsätze werden dokumentiert, die Mentoren geschult und regelmäßig supervidiert. Falls keine externen Mitarbeiter die Lebenswegestunde begleiten können, gibt es alternativ die Möglichkeit, diese Themenstunde anhand sogenannter „Biografiearbeit“ durchzuführen.

## Verbreitung und Netzwerk
Laut jüngsten Zählungen des Trägervereins ist Rebound in Deutschland mittlerweile in den Bundesländern Bayern, Baden-Württemberg, Berlin, Brandenburg, Hessen, Rheinland-Pfalz, Saarland, Nordrhein-Westfalen und Schleswig-Holstein in 163 Schulen und Einrichtungen der Sozialen Arbeit vertreten. Außerhalb der Bundesrepublik wird das Programm derzeit in Luxemburg umgesetzt. REBOUND arbeitet mit einem umfangreichen Netzwerk von akademischen und nicht-akademischen Institutionen und Einzelpersonen zusammen.
Um Rebound weiterzuentwickeln und zu verbessern, steht der Träger in einem regelmäßigen Austausch mit den Kursleitern und der Zielgruppe. Der Trägerverein FINDER e.V. veranstaltet jährliche Fachtagungen, um einen Austausch für alle weitergebildeten Personen und die inhaltliche Weiterentwicklung von REBOUND zu ermöglichen.

## Validierung und Wirkung
Ein wesentliches Merkmal des Programms ist seine Orientierung an wissenschaftlichen Ergebnissen und anerkannten Qualitätsstandards. Im Rahmen von Rebound wird mit evidenzbasierten Methoden gearbeitet, und die Wirksamkeit des Programms wurde wissenschaftlich validiert. Darüber hinaus wurde REBOUND entlang der Europäischen Qualitätsstandards zur Suchtprävention entwickelt.

### Promotionsstudie zur Konzeptualisierung und Operationalisierung
Entscheidende Vorarbeit für die Validierungsstudie lieferte die Promotionsstudie „Risikokompetenz beim Umgang mit Alkohol und anderen Drogen“ von Ede Nagy, die aus zwei wesentlichen Teilen besteht:
1. Konzeptualisierung von gesundheitsrelevanten Fähigkeiten Jugendlicher beim Umgang mit psychoaktiven Substanzen
2. Erstellung eines Messinstruments zur Erfassung der vier Fähigkeiten (Reflektiertheit, Informiertheit, Kontrolliertheit und Orientiertheit)

Das Ergebnis des ersten Teils der Studie ist das RIKO-Konzept, das die genannten vier Fähigkeiten umfasst. Zur Konzeptualisierung wurden Persönlichkeitstests, Verhaltensfragebögen und Leistungstests benutzt.
Ergebnis des zweiten Teils ist die Erstellung des RIKO-Fragebogens, der in insgesamt 7 Skalen die 4 Fähigkeiten Reflektiertheit, Informiertheit, Kontrolliertheit und Orientiertheit darstellt. Insgesamt wurden 28 Items für die 7 Skalen identifiziert. Für die Erstellung der Skalen kamen die Konstruktionstechniken der Klassischen Testtheorie, der Exploratorischen Faktoranalyse und der Item-Response-Theorie zum Einsatz.
Die 7 Skalen im Überblick (5 wurden für alle Merkmalsträger, 2 nur für konsumerfahrene Jugendliche verwendet):
- Risikobewusstsein
- aus den eigenen Erfahrungen lernen
- Informiertheit über psychoaktive Substanzen

- Kontrollintention
- allgemeine substanzspezifische Kontrollerwartung
- Selbstwirksamkeitserwartung
- Orientiertheit

### Validierungsstudie
In der Validierungsstudie wurden die Antworten von insgesamt 723 Schülern aus 46 verschiedenen Klassen an 5 verschiedenen Schulen ausgewertet. Der umfangreiche Fragebogen enthielt fünf verschiedene Gruppen von Elementen im Zusammenhang mit soziodemographischen Variablen, Substanzkonsum, Risikowahrnehmung, Wissen über psychoaktive Substanzen und mögliche verfälschende Kovariaten. Für die kontrollierte Studie wurden sowohl vor als auch nach der Intervention (4–6 Monate) Befragungen durchgeführt. Mehrebenenanalysen, ANCOVA und logistische Regressionsanalysen wurden angewandt, um die Auswirkungen zu messen. Mithilfe des Propensity-Score-Matching-Verfahrens wurde für Äquivalenz in den unterschiedlich großen Gruppen (Interventionsgruppe und Kontrollgruppe) gesorgt.
Die „Grüne Liste für Prävention“ und die PHINEO gemeinnützige AG fassen die Ergebnisse der Studie wie folgt zusammen:
- „Die Evaluationsstudie fokussierte die Wirkung des Programms auf Konsumparameter. Die Ergebnisse der REBOUND Evaluationsstudie zeigten bereits nach sechs Monaten positive Effekte. Rebound trägt zu einem kontrollierten Gebrauch von Alkohol bei, zu einer Reduktion von Betrunkenheitserfahrungen, zeigte eine Zunahme von Wissen über psychoaktive Substanzen und einen Rückgang des Cannabiskonsums.“ – Grüne Liste Prävention (Landespräventionsrat Niedersachsen)[7]

- „Die Schüler*innen lernen, bewusste Entscheidungen zu treffen, denn sie können die Motive für ihr Verhalten besser reflektieren: Gruppendruck, der Wunsch nach Zugehörigkeit und das Bedürfnis, Grenzen auszutesten. Diese Kompetenzen können sie auch auf andere Risikosituationen übertragen und verantwortungsvollere Entscheidungen treffen. Von der offenen Art des Unterrichts profitiert das Klassenklima. Gestärkt durch die positiven Erfahrungen wenden die zu Kursleitenden ausgebildeten Lehrer*innen die Rebound-Methoden auch im regulären Unterricht an und tragen die Ideen ins Kollegium hinein. REBOUND ist hervorragend wissenschaftlich fundiert sowie mittels Langzeitstudien und Befragungen perfekt auf die Herausforderung und den Bedarf hin zugeschnitten. Auch in der Umsetzung zeigt die FINDER Akademie eine ausgeprägte Lern- und Anpassungsfähigkeit. Das Programm wird kontinuierlich wissenschaftlich evaluiert und optimiert. Es soll fester Bestandteil an Schulen jeder Art in ganz Deutschland werden.“ – PHINEO[8]